# KBS 뉴스타임 (주말)
《KBS 뉴스타임 (주말)》(영어: KBS NEWS TIME (WEEKEND))은 대한민국 KBS 2TV에서 토요일 오전 9시에 KBS 2TV에서 방송되었던 KBS 2TV의 단신 주말뉴스 프로그램이다.

## 기획 의도
KBS 2TV의 단신 뉴스 형태의 주말뉴스 프로그램이다.

## 방송 시간
과거 KBS 2TV의 뉴스시간대의 상황에 따라서 해당 시간대별 편성한 경우이다.
| 방송 채널 | 방송 기간                           | 방송 시간 |
| --------- | ----------------------------------- | --- |
| KBS 2TV   | 1980년 12월 7일 ~ 1981년 2월 1일    | 일요일 오전 10시 ~ 10시 10분 (10분) |
| KBS 2TV   | 1981년 2월 7일 ~ 1981년 2월 15일    | 주말 저녁 8시 ~ 8시 10분 (10분) 일요일 오전 10시 ~ 10시 20분 (20분) |
| KBS 2TV   | 1981년 2월 21일 ~ 1981년 4월 5일    | 주말 저녁 8시 ~ 8시 10분 (10분) 일요일 오전 10시 40분 ~ 11시 (20분) |
| KBS 2TV   | 1981년 4월 11일 ~ 1982년 1월 24일   | 주말 저녁 7시 ~ 7시 10분 (10분) 일요일 오전 9시 50분 ~ 10시 (10분) |
| KBS 2TV   | 1982년 1월 31일 ~ 1983년 3월 27일   | 일요일 오전 9시 50분 ~ 10시 (10분) |
| KBS 2TV   | 1983년 4월 2일 ~ 1984년 7월 10일    | 토요일 밤 11시 10분 ~ 11시 20분 (10분) 일요일 오전 9시 50분 ~ 10시 (10분) |
| KBS 2TV   | 1984년 7월 21일 ~ 1984년 8월 19일   | 주말 저녁 6시 ~ 6시 10분 (10분) 토요일 밤 11시 10분 ~ 11시 20분 (10분) 일요일 오전 9시 50분 ~ 10시 (10분) |
| KBS 2TV   | 1984년 8월 25일 ~ 1984년 10월 28일  | 주말 저녁 6시 ~ 6시 10분 (10분) 토요일 밤 11시 10분 ~ 11시 20분 (10분) 일요일 아침 8시 30분 ~ 8시 40분 (10분) |
| KBS 2TV   | 1984년 11월 3일 ~ 1985년 7월 7일    | 주말 저녁 6시 ~ 6시 10분 (10분) 토요일 밤 11시 ~ 11시 10분 (10분) 일요일 아침 8시 10분 ~ 8시 20분 (10분) 일요일 밤 11시 20분 ~ 11시 30분 (10분)                                                                                |
| KBS 2TV   | 1985년 7월 13일 ~ 1985년 11월 3일   | 주말 저녁 6시 ~ 6시 10분 (10분) 토요일 밤 11시 ~ 11시 10분 (10분) 일요일 아침 8시 10분 ~ 8시 20분 (10분) 일요일 밤 10시 50분 ~ 11시 (10분)                                                                                     |
| KBS 2TV   | 1985년 11월 9일 ~ 1986년 3월 9일    | 주말 저녁 6시 ~ 6시 10분 (10분) 토요일 밤 11시 ~ 11시 10분 (10분) 일요일 아침 8시 50분 ~ 오전 9시 (10분) 일요일 밤 10시 40분 ~ 10시 50분 (10분)                                                                                |
| KBS 2TV   | 1986년 3월 15일 ~ 1986년 5월 25일   | 주말 저녁 6시 ~ 6시 10분 (10분) 토요일 밤 11시 30분 ~ 11시 40분 (10분) 일요일 아침 8시 50분 ~ 오전 9시 (10분) 일요일 밤 10시 40분 ~ 10시 50분 (10분)                                                                           |
| KBS 2TV   | 1986년 5월 31일 ~ 1987년 3월 1일    | 주말 저녁 6시 ~ 6시 10분 (10분) 토요일 밤 11시 30분 ~ 11시 40분 (10분) 일요일 오전 9시 ~ 9시 10분 (10분) 일요일 밤 11시 ~ 11시 10분 (10분)                                                                                     |
| KBS 2TV   | 1987년 3월 7일 ~ 1987년 5월 10일    | 주말 오후 5시 40분 ~ 5시 50분 (10분) 토요일 밤 11시 30분 ~ 11시 40분 (10분) 일요일 아침 8시 30분 ~ 8시 40분 (10분) 일요일 밤 11시 ~ 11시 10분 (10분)                                                                           |
| KBS 2TV   | 1987년 5월 16일 ~ 1987년 7월 12일   | 주말 오후 5시 40분 ~ 5시 50분 (10분) 토요일 밤 11시 30분 ~ 11시 40분 (10분) 일요일 아침 7시 ~ 7시 10분 (10분) 일요일 밤 11시 ~ 11시 10분 (10분)                                                                                |
| KBS 2TV   | 1987년 7월 18일 ~ 1987년 11월 15일  | 주말 오후 5시 20분 ~ 5시 25분 (5분) 토요일 밤 11시 30분 ~ 11시 40분 (10분) 일요일 아침 7시 ~ 7시 10분 (10분) 일요일 밤 11시 30분 ~ 11시 35분 (5분)                                                                             |
| KBS 2TV   | 1987년 11월 21일 ~ 1988년 1월 10일  | 주말 오후 5시 20분 ~ 5시 25분 (5분) 토요일 밤 11시 30분 ~ 11시 40분 (10분) 일요일 아침 7시 5분 ~ 7시 10분 (5분) 일요일 밤 11시 ~ 11시 10분 (10분)                                                                              |
| KBS 2TV   | 1988년 1월 16일 ~ 1988년 5월 1일    | 주말 오후 4시 20분 ~ 4시 25분 (5분) 토요일 밤 11시 30분 ~ 11시 40분 (10분) 일요일 아침 7시 5분 ~ 7시 10분 (5분) 일요일 밤 11시 ~ 11시 10분 (10분)                                                                              |
| KBS 2TV   | 1988년 5월 7일 ~ 1988년 11월 6일    | 주말 오후 4시 20분 ~ 4시 25분 (5분) 주말 오후 5시 45분 ~ 5시 50분 (5분) 토요일 밤 11시 30분 ~ 11시 40분 (10분) 일요일 아침 7시 5분 ~ 7시 10분 (5분) 일요일 밤 11시 ~ 11시 10분 (10분)                                          |
| KBS 2TV   | 1988년 11월 12일 ~ 1989년 3월 5일   | 주말 오후 4시 20분 ~ 4시 25분 (5분) 주말 오후 5시 45분 ~ 5시 50분 (5분) 토요일 밤 11시 20분 ~ 11시 25분 (5분) 일요일 아침 7시 5분 ~ 7시 10분 (5분)                                                                             |
| KBS 2TV   | 1989년 3월 11일 ~ 1989년 10월 15일  | 주말 낮 12시 30분 ~ 12시 40분 (10분) 토요일 오후 5시 45분 ~ 5시 50분 (5분) 일요일 아침 8시 ~ 8시 5분 (5분) 일요일 오후 5시 40분 ~ 5시 45분 (5분)                                                                               |
| KBS 2TV   | 1989년 10월 21일 ~ 1990년 4월 8일   | 주말 낮 12시 50분 ~ 오후 1시 (10분) 토요일 오후 5시 45분 ~ 5시 50분 (5분) 토요일 밤 11시 30분 ~ 11시 40분 (10분) 일요일 아침 8시 ~ 8시 5분 (5분) 일요일 오후 5시 40분 ~ 5시 45분 (5분)                                         |
| KBS 2TV   | 1990년 4월 14일 ~ 1990년 10월 7일   | 주말 오후 1시 ~ 1시 5분 (5분) 주말 오후 5시 40분 ~ 5시 45분 (5분) 토요일 밤 11시 30분 ~ 11시 40분 (10분) 일요일 아침 8시 ~ 8시 5분 (5분)                                                                                       |
| KBS 2TV   | 1990년 10월 13일 ~ 1990년 10월 28일 | 주말 오후 1시 ~ 1시 10분 (10분) 주말 오후 5시 40분 ~ 5시 45분 (5분) 토요일 밤 11시 30분 ~ 11시 40분 (10분) 일요일 아침 8시 ~ 8시 5분 (5분)                                                                                     |
| KBS 2TV   | 1990년 11월 3일 ~ 1991년 5월 19일   | 주말 오후 1시 ~ 1시 10분 (10분) 주말 저녁 6시 35분 ~ 6시 40분 (5분) 토요일 밤 11시 30분 ~ 11시 40분 (10분) 일요일 아침 8시 ~ 8시 5분 (5분)                                                                                     |
| KBS 2TV   | 1991년 5월 25일 ~ 1991년 10월 6일   | 주말 오후 1시 ~ 1시 10분 (10분) 주말 저녁 6시 35분 ~ 6시 40분 (5분) 일요일 아침 8시 20분 ~ 8시 25분 (5분) |
| KBS 2TV   | 1991년 10월 12일 ~ 1992년 4월 5일   | 주말 오후 1시 ~ 1시 10분 (10분) 토요일 저녁 6시 ~ 6시 5분 (5분) 일요일 아침 7시 30분 ~ 7시 35분 (5분) 일요일 오후 5시 50분 ~ 5시 55분 (5분)                                                                                    |
| KBS 2TV   | 1992년 4월 11일 ~ 1992년 10월 18일  | 주말 오후 5시 45분 ~ 5시 50분 (5분) 토요일 낮 12시 40분 ~ 12시 50분 (10분) 토요일 밤 10시 45분 ~ 10시 50분 (5분) 일요일 아침 7시 30분 ~ 7시 35분 (5분) 일요일 오후 1시 50분 ~ 2시 (10분) 일요일 밤 10시 50분 ~ 10시 55분 (5분) |
| KBS 2TV   | 1992년 10월 24일 ~ 1992년 12월 6일  | 주말 오후 4시 50분 ~ 오후 5시 (10분) 토요일 오후 2시 ~ 2시 10분 (10분) 토요일 밤 10시 45분 ~ 10시 50분 (5분) 일요일 아침 7시 10분 ~ 7시 15분 (5분) 일요일 오후 1시 50분 ~ 2시 (10분) 일요일 밤 10시 50분 ~ 10시 55분 (5분)     |
| KBS 2TV   | 1992년 12월 12일 ~ 1993년 5월 2일   | 토요일 오후 1시 50분 ~ 2시 (10분) 토요일 밤 10시 45분 ~ 10시 50분 (5분) 일요일 아침 7시 10분 ~ 7시 15분 (5분) 일요일 오후 1시 50분 ~ 2시 (10분) 일요일 밤 10시 50분 ~ 10시 55분 (5분)                                          |
| KBS 2TV   | 1993년 5월 8일 ~ 1993년 10월 17일   | 토요일 오후 1시 ~ 1시 10분 (10분) 토요일 밤 10시 50분 ~ 11시 (10분) 일요일 오전 10시 50분 ~ 11시 (10분) 일요일 오후 1시 50분 ~ 2시 (10분) 일요일 밤 11시 ~ 11시 10분 (10분)                                                    |
| KBS 2TV   | 1993년 10월 23일 ~ 1994년 2월 20일  | 토요일 오후 1시 ~ 1시 10분 (10분) 토요일 밤 11시 ~ 11시 10분 (10분) 일요일 오후 1시 50분 ~ 2시 (10분) 일요일 밤 10시 55분 ~ 11시 5분 (10분)                                                                                    |
| KBS 2TV   | 1994년 2월 26일 ~ 1994년 7월 3일    | 주말 오후 2시 5분 ~ 2시 15분 (10분) 토요일 밤 11시 ~ 11시 5분 (5분) 일요일 밤 10시 ~ 10시 5분 (5분) |
| KBS 2TV   | 1994년 7월 9일 ~ 1994년 10월 9일    | 주말 오후 2시 5분 ~ 2시 15분 (10분) 토요일 밤 10시 50분 ~ 10시 55분 (5분) 일요일 밤 10시 ~ 10시 5분 (5분) |
| KBS 2TV   | 1994년 10월 15일 ~ 1995년 4월 30일  | 토요일 오후 1시 5분 ~ 1시 10분 (5분) 토요일 밤 11시 ~ 11시 5분 (5분) 일요일 오후 1시 40분 ~ 1시 45분 (5분) 일요일 밤 9시 55분 ~ 10시 (5분)                                                                                     |
| KBS 2TV   | 1995년 5월 6일 ~ 1995년 9월 3일     | 주말 밤 9시 55분 ~ 10시 (5분) 토요일 오후 1시 5분 ~ 1시 10분 (5분) 일요일 오후 1시 40분 ~ 1시 45분 (5분) |
| KBS 2TV   | 1995년 9월 3일 ~ 1996년 3월 3일     | 주말 밤 9시 55분 ~ 10시 (5분) 일요일 오후 1시 40분 ~ 1시 45분 (5분) |
| KBS 2TV   | 1996년 3월 4일 ~ 1997년 10월 19일   | 토요일 낮 12시 15분 ~ 12시 25분 (10분) 토요일 밤 11시 ~ 11시 5분 (5분) 일요일 오후 1시 40분 ~ 1시 45분 (5분) 일요일 밤 9시 55분 ~ 10시 (5분)                                                                                   |
| KBS 2TV   | 1997년 10월 25일 ~ 1997년 11월 23일 | 주말 밤 10시 ~ 10시 10분 (10분) 토요일 오후 1시 5분 ~ 1시 10분 (5분) 일요일 오후 1시 40분 ~ 1시 45분 (5분) |
| KBS 2TV   | 1998년 10월 17일 ~ 1999년 1월 3일   | 주말 밤 10시 ~ 10시 10분 (10분) 토요일 오후 1시 5분 ~ 1시 10분 (5분) 일요일 오후 1시 40분 ~ 1시 45분 (5분) |
| KBS 2TV   | 1997년 11월 29일 ~ 1998년 2월 15일  | 주말 밤 10시 5분 ~ 10시 15분 (10분) 토요일 오후 1시 5분 ~ 1시 10분 (5분) 일요일 오후 1시 40분 ~ 1시 45분 (5분) |
| KBS 2TV   | 1998년 2월 21일 ~ 1998년 10월 11일  | 주말 밤 10시 10분 ~ 10시 20분 (10분) 토요일 오후 1시 5분 ~ 1시 10분 (5분) 일요일 오후 1시 40분 ~ 1시 45분 (5분) |
| KBS 2TV   | 1999년 1월 9일 ~ 1999년 5월 2일     | 주말 밤 10시 ~ 10시 15분 (15분) 토요일 오후 1시 5분 ~ 1시 10분 (5분) 일요일 오후 1시 40분 ~ 1시 45분 (5분) |
| KBS 2TV   | 1999년 5월 8일 ~ 2000년 4월 30일    | 주말 오후 1시 ~ 1시 5분 (5분) |
| KBS 2TV   | 2000년 5월 6일 ~ 2003년 6월 22일    | 주말 오후 1시 ~ 1시 10분 (10분) |
| KBS 2TV   | 2010년 5월 15일 ~ 2013년 5월 12일   | 주말 오전 9시 ~ 9시 5분 (5분) |
| KBS 2TV   | 2013년 5월 18일 ~ 2013년 10월 19일  | 토요일 오전 9시 ~ 9시 5분 (5분) |

## 앵커
- 김승휘 (남) - KBS의 34기 공채 서울본국 아나운서

### 역대 앵커

#### 토요일
| 역대 | 진행자                        | 진행 기간                           | 비고  |
| ---- | ----------------------------- | ----------------------------------- | ----- |
| 1대  | 박태원(30기) 아나운서         | 2010년 5월 15일 ~ 2011년 11월 5일   | [ 1 ] |
| 2대  | 강성곤 前 아나운서실 방송위원 | 2011년 11월 12일 ~ 2012년 12월 29일 | [ 2 ] |
| 3대  | 김승휘 아나운서               | 2013년 1월 5일 ~ 2013년 10월 19일   |       |

#### 일요일
| 역대 | 진행자                | 진행 기간                          | 비고  |
| ---- | --------------------- | ---------------------------------- | ----- |
| 1대  | 장웅(26기) 아나운서   | 2010년 5월 16일 ~ 2010년 12월 26일 | [ 3 ] |
| 2대  | 배창복 아나운서       | 2011년 1월 2일 ~ 2011년 11월 6일   | [ 4 ] |
| 3대  | 김재홍(31기) 아나운서 | 2011년 11월 13일 ~ 2013년 4월 7일  | [ 5 ] |
| 4대  | 오승원(37기) 아나운서 | 2013년 4월 14일 ~ 2013년 5월 12일  |       |

### 과거 舊 KBS 2TV 뉴스·KBS 뉴스 (2TV) 주말 역대앵커
뉴스 당시 상황에 따라서 해당 시간대별에 진행했던 경우가 있었다.
- 김병찬 前 아나운서
- 장웅 아나운서
- 태의경 아나운서[6]
- 강성곤 아나운서실 편성위원[7]
- 백정원 아나운서실 라디오팀장
- 서기철 아나운서실 편성본부 부주간
- 왕종근 前 아나운서
- (故)박태남 前 아나운서[8]
- 오유경 前 아나운서
- 홍소연 아나운서실 아나운서2부장
- 김희수 아나운서
- 김성은 아나운서
- 국혜정 아나운서실 한국어연구사업팀장
- 정미정 前 아나운서
- 신윤주 아나운서실 아나운서2부장
- 허은정 前 아나운서

## 타이틀 변천사
| 기수 | 타이틀       | 방송 기간                          |
| ---- | ------------ | ---------------------------------- |
| 1기  | KBS 2TV 뉴스 | 1980년 12월 7일 ~ 1997년 10월 19일 |
| 2기  | KBS 뉴스     | 1997년 10월 20일 ~ 2003년 6월 22일 |
| 3기  | KBS 뉴스타임 | 2010년 5월 10일 ~ 2013년 10월 19일 |